# Move Over!
Move Over! – album kompilacyjny wokalistki Janis Joplin, zawierający niewydane wcześniej utwory studyjne, koncertowe i nagrania alternatywne zespołów Big Brother & the Holding Company, Kozmic Blues Band i Full Tilt Boogie Band, których była członkiem. Został wydany 30 stycznia 2012 roku.

## Lista utworów
Pierwszy singel, Big Brother & the Holding Company
1. „Magic of Love” (nagrany 26 marca 1968 roku, outtake z albumu Cheap Thrills)
2. „Call On Me” (na żywo z Winterland, San Francisco z 12 kwietnia 1968 roku)

Drugi singel, Janis Joplin & the Kozmic Blues Band
1. „Piece of My Heart” (na żywo z Amsterdamu, z 1 kwietnia 1969 roku)
2. „Summertime” (na żywo z Amsterdamu, z 1 kwietnia 1969 roku)

Trzeci singel, Janis Joplin & the Kozmic Blues Band
1. „Raise Your Hand” (na żywo z The Fillmore, San Francisco, z 5 października 1969 roku)
2. „Bo Diddley” (na żywo z The Fillmore, San Francisco, z 5 października 1969 roku)

Czwarty singel, Janis Joplin & the Full Tilt Boogie Band
1. „Move Over” (niewydana wczesna wersja nagrana 4 sierpnia 1970 roku)
2. „My Baby” (niewydana wczesna wersja nagrana 4 sierpnia 1970 roku)